# Przeczos
Przeczos (łac. excoriatio) – powierzchniowy, linijny ubytek w skórze uprzednio niezmienionej. 
Przeczos powstaje w wyniku mechanicznych urazów, na przykład drapania. Przeczosy są charakterystyczne dla stanów chorobowych przebiegających z nasilonym świądem: nasilona żółtaczka, świerzb, wszawica, atopowe zapalenie skóry.